# Вальтер Газенклевер
Ва́льтер Газенкле́вер (нім. Walter Hasenclever; нар. 8 липня 1890, Аахен, Німеччина — пом. 22 червня 1940) — німецький драматург і поет, один із основоположників німецького експресіонізму.

## Біографія
Народився у 1890 році у місті Ахен, Німеччина, у родинні лікаря Карла Газенклевера (1855—1934) та його дружини Матильди Анни (1869—1953), уродженки Рейссуза. Сьогодні там встановлено меморіальну дошку на згадку поета. Вальтер був онуком окружного адміністратора Георга Газенклевера та фабриканта сукна Альфреда Рейсса. Вольтер мав два брата і сестру, Пол (1897—1988) і Маріта (1902—1993). Закінчивши в 1908 році гімназію Кайзера-Вільгельма, попередника аахенської гімназії Айнхард, він почав вивчати право в Оксфорді, де познайомився з акторкою Гретою Шредер (1892—1980, в 1915 вийшла заміж за Ернста Матрея, а в 1926 — за Пауля Вегенера); між ними почалася тривала дружба. Після одного семестру він переїхав до Лозанни, після іншого семестру — до Лейпцигу. Під час навчання у Лейпцигу (з 1909 по 1914 рік) у ньому прокинувся інтерес до літератури та філософії. В 1910 було опубліковано перший том поезії «Міста, ночі і люди» (Städte, Nächte und Menschen). В 1914 він створив перший великий твір експресіоністської драматургії — п'єсу Der Sohn.
Його інтерес по відношенню до війни, який привів молодого поета до добровільної служби в армії, незабаром перетворився на неприйняття війни. Він симулював психічне захворювання і згодом був звільнений з військової служби у 1917 році. У тому ж році отримав премію Клейста за пристрасну екранізацію «Антигон» Софокла.
1924 року познайомився з Куртом Тухольським. З великим успіхом опублікував комедію A Better Gentleman у 1926 році та Marriages Are Made in Heaven у 1928 році. З 1929 по 1932 рік Газенклевер жив у Берліні і мандрував Європою та Північною Африкою. В 1930 працював сценаристом в кінокомпанії Metro-Goldwyn-Mayer (MGM), створивши німецьку версію фільму «Анна Крісті», головну роль у якому зіграла Грета Гарбо. З Гретою мав зустріч ще в Голлівуді і присвятив їй лагідний фейлетон Begegnung mit Greta Garbo (1931). Після приходу до влади націонал-соціалістів його твори було заборонено та вилучено з бібліотек після масового спалення книг. Потім Газенклевер вирушив у вигнання до Ніцци. У 1934 році одружився з Едіт Шефер. Під час Другої світової війни двічі був інтернований з Франції як «іноземний агент» (зокрема у Форті Карре в Антібі). Після поразки Франції, щоб не потрапити до рук нацистів, він наклав на себе руки в ніч з 21 на 22 червня 1940 року в таборі для інтернованих Les Milles під Екс-ан-Провансом, прийнявши передозування вероналу.
Спадщина Газенклевера перебуває у Архіві німецької літератури Марбаху. Рукопис «Die Menschen» можна побачити на постійній виставці у Літературному музеї сучасного мистецтва у Марбаху.

## Твори
- Nirwana. Eine Kritik des Lebens in Dramaform (укр. Нірван. Критика життя у драматичній формі), 1909
- Städte, Nächte, Menschen (Поезія, укр. Міста, ночі, люди), 1910
- Das unendliche Gepräch. Eine nächtliche Szene (укр. Нескінченна розмова. Нічна сцена), 1913
- Der Jüngling (Поезія, укр. Молодик), 1913
- Der Retter (Драматична поезія, укр. Спаситель), 1916
- Der Sohn (Драма, укр. Син), 1914
- Tod und Auferstehung (Поезія, укр. Смерть і воскресіння), 1917
- Antigone (Трагедія, укр. Антігона), 1917
- Die Menschen (Драма, укр. Народ), 1918
- Die Entscheidung (Комедія, укр. Рішення), 1919
- Der politische Dichter (Поезія і проза, укр. Поет-політик), 1919
- Die Mörder sitzen in der Oper (укр. Вбивці сидять в опері), 1917
- Antigone (укр. Антігона), 1917
- Die Pest (Фільм, укр. Чума), 1920
- Jenseits (Драма, укр. За межами), 1920
- Gedichte an Frauen (укр. Вірші для жінок), 1922
- Gobseck (Драма, укр. Гобсек), 1922
- Mord (Драма, укр. Вбивство), 1926
- Ein besserer Herr (Комедія, укр. Найкращий пан), 1926
- Ehen werden im Himmel geschlossen (Драма, укр. Шлюби укладаються на небесах), 1928
- Christoph Kolumbus oder die Entdeckung Amerikas (Комедія, укр. Христофор Колумб або відкриття Америки), разом із Куртом Тухольським, 1932; знято Гельмутом Кютнером для Гессенського радіо у 1969 році
- Münchhausen (П'єса, укр. Мюнхгаузен), 1934
- Konflikt in Assyrien (Комедія, укр. Конфлікт в Ассирії), 1938/39
- Die Rechtlosen (Роман, укр. Свавілля), 1939/40
- Gedichte, Dramen, Prosa (укр. Вірші, драми, проза; за редакцією Курта Пінтуса), 1963
- Irrtum und Leidenschaft (укр. Помилка і пристрасть; за редакцією Курта Пінтуса), 1969